# Congo Rouge
Der Congo Rouge (dt.: Roter Kongo) ist mit 750 m der zweithöchste Gipfel der Seychellen. Er befindet sich auf der Hauptinsel Mahé unweit des Hauptgipfels Morne Seychellois.

## Geographie
Der Berg ist von tropischem Regenwald bedeckt und liegt im Zentrum des seit 1979 mit 3045 ha größten Nationalparks des Landes, des Morne-Seychellois-Nationalparks. Er bildet einen westlichen Ausläufer des Morne Seychellois.